# آرمن تیگرانیان

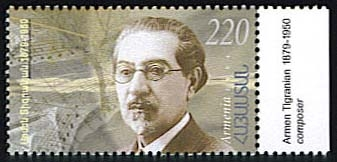
تمبر یادبود

آرمن تیگرانیان (ارمنی: Արմեն Տիգրանյան؛ ۲۶ دسامبر ۱۸۷۹ – ۱۰ فوریهٔ ۱۹۵۰) یک آهنگ‌ساز و رهبر ارکستر اهل ارمنستان بود.

## زندگی‌نامه
وی در ۲۶ دسامبر ۱۸۷۹ در آلکساندارپول به دنیا آمد و از کالج موسیقی تفلیس فارغ‌التحصیل شد. وی همچنین برندهٔ جوایزی هنرمند افتخاری گرجستان شوروی (۱۹۳۶)، هنرمند شایسته ارمنستان شوروی (۱۹۳۵) و نشان لنین همچون شده‌است. وی در ۱۰ فوریهٔ ۱۹۵۰ در سن ۷۰ سالگی در تفلیس درگذشت و در آرامستان مرکزی ایروان (توخماخ) به خاک سپرده شد.

## آثار
شناخته‌ترین آثار وی، دو اپرای ملی «آنوش» براساس داستانی از هوانس تومانیان (نمایش افتتاحیه: آلکساندارپول، ۴ (۱۷) اوت ۱۹۱۲ اولین اپرای اجرای شده در ارمنستان) و «داویت بک» (۱۹۵۰) می‌باشند.